# Kingston, Ontario
Kingston je mesto, ki je sedež okrožja Frontenac (Ontario, Kanada). Nahaja se na vzhodnemu obrežju Ontarijskega jezera. 
Leta 2006 je mesto imelo 117.207 prebivalcev.